# Доброта (Прахова)
Доброта (рум. Dobrota) насеље је у Румунији у округу Прахова у општини Горнет-Криков. Oпштина се налази на надморској висини од 202 m.

## Становништво
Према подацима из 2002. године у насељу је живело 396 становника, од којих су сви румунске националности.